# مری‌براون
رستوران زنجیره‌ای خانوادگی مری‌براون یک رستوران مواد غذایی اسلامی است که دفتر اصلی آن در مالزی است.